# Andorra a 2011-es úszó-világbajnokságon
Andorra a 2011-es úszó-világbajnokságon három versenyzővel vett részt.

## Úszás
Férfi
| Versenyző             | Esemény                         | Selejtező | Selejtező | Elődöntő          | Elődöntő          | Döntő             | Döntő             |
| Versenyző             | Esemény                         | Idő       | Helyezés  | Idő               | Helyezés          | Idő               | Helyezés          |
| --------------------- | ------------------------------- | --------- | --------- | ----------------- | ----------------- | ----------------- | ----------------- |
| Gerard Baldrich Pujol | Férfi 50 méteres gyorsúszás     | 24.64     | 58        | Nem jutott tovább | Nem jutott tovább | Nem jutott tovább | Nem jutott tovább |
| Gerard Baldrich Pujol | Férfi 100 méteres gyorsúszás    | 53.21     | 65        | Nem jutott tovább | Nem jutott tovább | Nem jutott tovább | Nem jutott tovább |
| Hocine Haciane        | Férfi 200 méteres pillangóúszás | 2:04.14   | 35        | Nem jutott tovább | Nem jutott tovább | Nem jutott tovább | Nem jutott tovább |
| Hocine Haciane        | Férfi 200 méteres vegyesúszás   | 2:07.14   | 36        | nem jutott tovább | nem jutott tovább | nem jutott tovább | nem jutott tovább |

Női
| Versenyző             | Esemény                  | Selejtező | Selejtező | Elődöntő          | Elődöntő          | Döntő             | Döntő             |
| Versenyző             | Esemény                  | Idő       | Helyezés  | Idő               | Helyezés          | Idő               | Helyezés          |
| --------------------- | ------------------------ | --------- | --------- | ----------------- | ----------------- | ----------------- | ----------------- |
| Monica Ramirez Abella | Női 50 méteres hátúszás  | 30.66     | 45        | Nem jutott tovább | Nem jutott tovább | Nem jutott tovább | Nem jutott tovább |
| Monica Ramirez Abella | Női 100 méteres hátúszás | 1:05.56   | 46        | Nem jutott tovább | Nem jutott tovább | Nem jutott tovább | Nem jutott tovább |